# Piper harlingii
Piper harlingii är en pepparväxtart som beskrevs av Truman George Yuncker. Piper harlingii ingår i släktet Piper och familjen pepparväxter. Inga underarter finns listade i Catalogue of Life.